# Педерсен, Мие
Мие Норлунн Педерсен (дат. Mie Nordlund Pedersen, род. 23 октября 1990, Роскилле) — датская велогонщица, специалист по велокроссу, маунтинбайку. Чемпионка Дании по гравийному велоспорту (2024).

## Карьера
Мие Норлунн Педерсен в 2007—2010 годах обучалась в бизнес-колледже Роскилле по программе HHX со специализацией «предпринимательство». В 2011—2015 годах она прошла программу VET «Графический дизайн» в Копенгагенской технической школе (Copenhagen Technical College / Københavns Tekniske Skole, KTS). В 2016—2017 годах Педерсен окончила курсы рекламного дела.
Профессиональная деятельность Мие Педерсен связана с дизайном и цифровыми продуктами. Карьеру она начала как студент-дизайнер в агентстве Wunderman (март 2012 — март 2015, Копенгаген). Затем, с апреля 2015 по декабрь 2017 работала графическим дизайнером / DTP-специалистом в компании Umwelt A/S. В декабре 2017 года перешла в Bording Danmark A/S на позицию графического дизайнера (до августа 2020), после чего в той же компании получила должность цифрового дизайнера. С августа 2021 по сентябрь 2022 года Педерсен работала дизайнером в агентстве Sunrise. С ноября 2022 года она работает дизайнером в обществе автомобилистов FDM, где в сферу её задач входят UX/UI-дизайн, дизайн-системы и продуктовый дизайн. Параллельно с основной работой в июне 2021 — августе 2024 годов она сотрудничала как тренер с Equipos Business Cycling.
До велоспорта Педерсен занималась мотокроссом, и выступала на европейских женских соревнованиях по мотокроссу в 2017 году. Позднее переключилась на маунтинбайк и велокросс.
В 2020—2022 годах Педерсен выступала за маунтинбайк-клуб Holte MTB Klub. Участие Педерсен в кроссовых сезонах отмечали и датские медиа. В международных стартах по кроссу Педерсен выходила в категорию Women Elite, в частности на UCI C2 Grote Prijs CK Aarhus.
По собственным словам Педерсен, она «открыла для себя шоссейный велоспорт», начав выступать за женскую элитную команду Amager Cykle Ring; в 2023-м клуб официально объявил её в составе на сезон. В том же 2023 году Педерсен заняла 10-е место в групповой гонке чемпионата Дании на шоссе среди элиты. Параллельно она быстро продвинулась в гравийных гонках: вошла в топ-10 на этапе Gravel Grit ’n’ Grind в Хальмстаде и стала четвёртой на Gravel Challenge Blåvandshuk. В октябре 2023 года стартовала на чемпионате мира по гравийному велоспорту (Пьеве-ди-Солиго, Италия), где финишировала на 50-м месте.
В 2024 году Педерсен стала чемпионкой Дании по гравию среди элиты.
На сезон 2025 года она объявила о выступлениях за гравийную команду Reverb Cycling. В июле 2025 года Педерсен финишировала 11-й среди женщин Pro/Elite на дистанции 200 км в исландской гонке The Rift.

## Достижения

### Шоссе
2023
4-я на #HurtigJoakimLøbet
6-я на GP Ejner Hessel
3-я на ABC Linjeløb
4-я на Stark-Løbet
4-я на Frederiksberg EL løbet
2-я на CK Nordsjælland løb
4-я на Grand Prix Sandbjerg
10-я на чемпионате Дании — групповая гонка
Велосипедная неделя Раннерса
7-я на 2-м этапе
8-я на 3-м этапе
4-я в горной классификации
3-я на Tour de Charlottenlund
2-я на Sjællandsmesterskaberne RR
2-я на Campione og Greve
2024
2-я на #HurtigJoakimLøbet
MCC Kvickly løbet
2025
8-я на #HurtigJoakimLøbet

### Велокросс
2022
3-я на чемпионате Дании
2023
6-я на чемпионате Дании
7-я на Varberg I
2024
8-я на чемпионате Дании
2025
7-я на чемпионате Дании

### Гравий
2023
4-я на Gravel Challenge Blaavands
8-я на чемпионате Дании
2024
5-я на Gravel Challenge Blaavands
8-я на The Traka 200
3-я на FNLD GRVL
9-я на UCI Gravel World Series WE — Gravel One Fifty
 Чемпионат Дании
2-я на The Gravel Series 24/25
2025
4-я на UCI Gravel World Series WE — Blaavands Huk

### Маунтинбайк
2022
9-я на 2-м этапе Shimano MTB Liga

## Рейтинги
| Год                 | 2023   |
| ------------------- | ------ |
| Мировой рейтинг UCI | 1317-й |
|                     |        |
| Источник: UCI       |        |